# Island Def Jam Music Group
Die Island Def Jam Music Group war ein Plattenlabel, das 1999 durch die Verschmelzung von Island Records und Def Jam Recordings entstand. Das Label gehörte zur Universal Music Group, seinerseits Tochter des Medienkonzerns Vivendi (zuvor Vivendi Universal). 2011 wurde das Traditionslabel Motown, das 2005 zu Universal gekommen war, Island Def Jam zugeschlagen. Vorsitzender des neuen Dreifachlabels wurde Barry Weiss, der von Sony Music gekommen war, und L.A. Reid ersetzte. Nach nur drei Jahren wurde der Zusammenschluss jedoch wieder aufgehoben und die drei eigenständigen Labels wurden wiederhergestellt.

## Künstler
Island Def Jam hatte unter anderem folgende Künstler unter Vertrag:
- Autopilot Off
- Bob Marley
- Bon Jovi
- Cat Stevens
- CKY
- dEUS
- Emerson, Lake and Palmer
- Fairport Convention
- Fall Out Boy
- Frank Ocean
- Free
- Hoobastank
- Jethro Tull
- Jimmy Cliff
- Jennifer Lopez
- Justin Bieber
- Kanye West
- Keane
- Kerli
- Mariah Carey
- Matthew Morrison
- Nasir Jones
- Ne-Yo
- Rihanna
- Roxy Music
- Saliva
- Slayer
- Sum 41
- The 77s
- Mr Dhero
- The B-52’s
- The Bronx
- The Cranberries
- The Killers
- Thrice
- Thursday
- Tom Waits
- Traffic
- U2
- Utada